# Noidans-lès-Vesoul
Noidans-lès-Vesoul es una comuna francesa situada en el departamento de Alto Saona, en la región de Borgoña-Franco Condado.
La localidad es particularmente conocida por ser sede de una fábrica de Stellantis, grupo surgido de la fusión de PSA (Peugeot y Citroën) y Fiat-Chrysler. Con sus 3800 empleados y sus más de 130 hectáreas de extensión, es la empresa más grande e importante del departamento de Alta Saona. También es el primer empleador privado del departamento. La fábrica se especializa en la fabricación y distribución de repuestos y accesorios en todo el mundo.

## Demografía
| 829 | 904 | 1746 | 1867 | 1999 | 2109 | 1978 |
| Para los censos de 1962 a 1999 la población legal corresponde a la población sin duplicidades (Fuente: INSEE [Consultar]) |     |      |      |      |      |      |